# يوجين إيسون
يوجين إيسون هو شخصية أعمال وسياسي أمريكي، ولد في 28 مايو 1928 في كلاركس في الولايات المتحدة، وتوفي في 25 مارس 2007 في شريفبورت في الولايات المتحدة. نشط حزبياً في الحزب الجمهوري. وقد انتخب عضو مجلس نواب لويزيانا ‏.